# Прежда
Прежда се наричат дълги, непрекъснати, усукани нишки или влакна, използвани в текстилното производство за тъкане, шиене, плетене и бродиране. В миналото преждата е предена на ръка с помощта на хурка и вретено. Малко по-късно този твърде трудоемък начин е заменен с чекрък – въртящо се колело. Истинска революция в производството на прежда настъпва с изобретяването и въвеждането на предачните машини. Това става по времето на династията Сун (900 – 1279) – ерата на китайската индустриална революция. Предачната машина по това време е хидравлично захранвана и твърде обемиста.
Преждата може да се състои от един вид нишки или да е смесена. Често срещана практика е да се смесват изкуствени и естествени влакна, защото всяко едно от тях има някакви предимства. Така например изкуствените синтетични влакна са по-здрави и устойчиви на огън, докато естествените попиват потта по-добре и създават повече комфорт. Едни от най-употребяваните комбинации са памук-полиестер и вълна-полиакрил. Могат да се съчетават и само естествени влакна като ангора, кашмир, мохер, памук или лен.
Преждата може да се остави с естествения си цвят или да се боядиса. Също така може да бъде пресукана или непресукана. Тя се продава най-често на чилета от по 50 и 100 g, но се среща и по 25 и 200 g.
От бяла и червена прежда се изработват мартениците.

## Видове прежда

### Естествена

#### От животински произход
- Вълна – най-разпространената прежда, получава се от вълната на овце, кози, лами, зайци (ангорски) и камили. От нея могат да се плетат дрехи, чорапи, шапки и да се тъкат килими и платове
- Коприна – получава се от копринената буба, копринената прежда е тънка и здрава

#### От растителен произход
- Лен – получава се от едноименното растение, белезникав цвят, използва се за летни дрехи
- Памук – получава се от едноименното растение, бял до белезникав цвят, използва се за бельо и за други дрехи
- Коноп
- Бамбук
- Соя
- Коприва

### Изкуствена (синтетична) прежда
- Полиакрил[2] – използва се като допълнение или замества коприната
- Найлон ликра – като правило не се използва самостоятелно, а в смес с други прежди за предаване на еластичност
- Полиестер – използва се както самостоятелно, така и в комбинация с други прежди
- Люрекс метанит – блестящи нишки, придават металически блясък